# Pseudoeoscyllina
Pseudoeoscyllina is een geslacht van rechtvleugeligen uit de familie veldsprinkhanen (Acrididae). De wetenschappelijke naam van dit geslacht is voor het eerst geldig gepubliceerd in 1992 door Liang & Jia.

## Soorten
Het geslacht Pseudoeoscyllina omvat de volgende soorten:
- Pseudoeoscyllina brevipennis Sun & Zheng, 2008
- Pseudoeoscyllina brevipennisoides Zhang, Zheng & Yang, 2012
- Pseudoeoscyllina golmudensis Zheng & Chen, 2012
- Pseudoeoscyllina helanshanensis Zheng, Zeng & Zhang, 2012
- Pseudoeoscyllina longicorna Liang & Jia, 1992
- Pseudoeoscyllina xinjiangensis Zheng, Yang, Zhang & Wang, 2006